# Linnaren
Linnaren är en sjö i Gnesta kommun i Södermanland och ingår i Trosaåns huvudavrinningsområde.